# Eiki Matayoshi
Eiki Matayoshi (jap. 又吉 栄喜 Matayoshi Eiki; ur. 15 lipca 1947 w Urasoe) – pisarz japoński.
Studiował na Wydziale Prawa i Literatury na University of the Ryukyus w Naha. W latach 1971–1999 pracował w administracji miasta Urasoe. Tematyka jego wczesnej twórczości (w latach 70. i 80. XX wieku) wiązała się z sytuacją społeczno-polityczną na Okinawie. Utwory te zdobyły początkowo lokalną popularność, powieść Jōji ga shasatsu shita inoshishi (George zastrzelił dzika) w 1977 roku otrzymała Nagrodę Literacką Kiusiu, a Gin'nemu yashiki (Willa) Nagrodę Subaru w 1980.  
Po sześcioletniej przerwie powrócił w 1995 roku nowelą Buta no mukui (Klątwa świni), która przyniosła mu szersze uznanie i otrzymała Nagrodę im. Akutagawy. Rozpoczęła ona nowy okres w twórczości Matayoshiego, której ciężar przeniósł się na funkcjonowanie dawnych obyczajów i rytuałów w życiu mieszkańców współczesnej Okinawy. W 1999 roku Matayoshi zrezygnował z pracy w urzędzie, aby poświęcić się działalności pisarskiej. 
Dwa z jego utworów zostały sfilmowane. Na podstawie Naminoue no Maria w 1998 roku powstał film Beat w reżyserii Amona Miyamoto, a w 1999 roku na podstawie Buta no mukui film pod tym samym tytułem w reżyserii Sai Yōichi. 

## Wybrane publikacje
- Kānibaru tōgyū taikai (カーニバル闘牛大会, 1976)
- Jōji ga shasatsu shita inoshishi (ジョージが射殺した猪, 1977)
- Gin'nemu yashiki (ギンネム屋敷, 1980)
- Buta no mukui (豚の報い, 1995)
- Kahō wa umi kara (果報は海から, 1998)
- Jinkotsu tenjikan (人骨展示間, 2002)